# 木烏神社
木烏神社是位於塩飽諸島本島（香川縣丸龜市）的神社。境内有江戶時代建造的芝居小屋千歳座。

## 文化財產

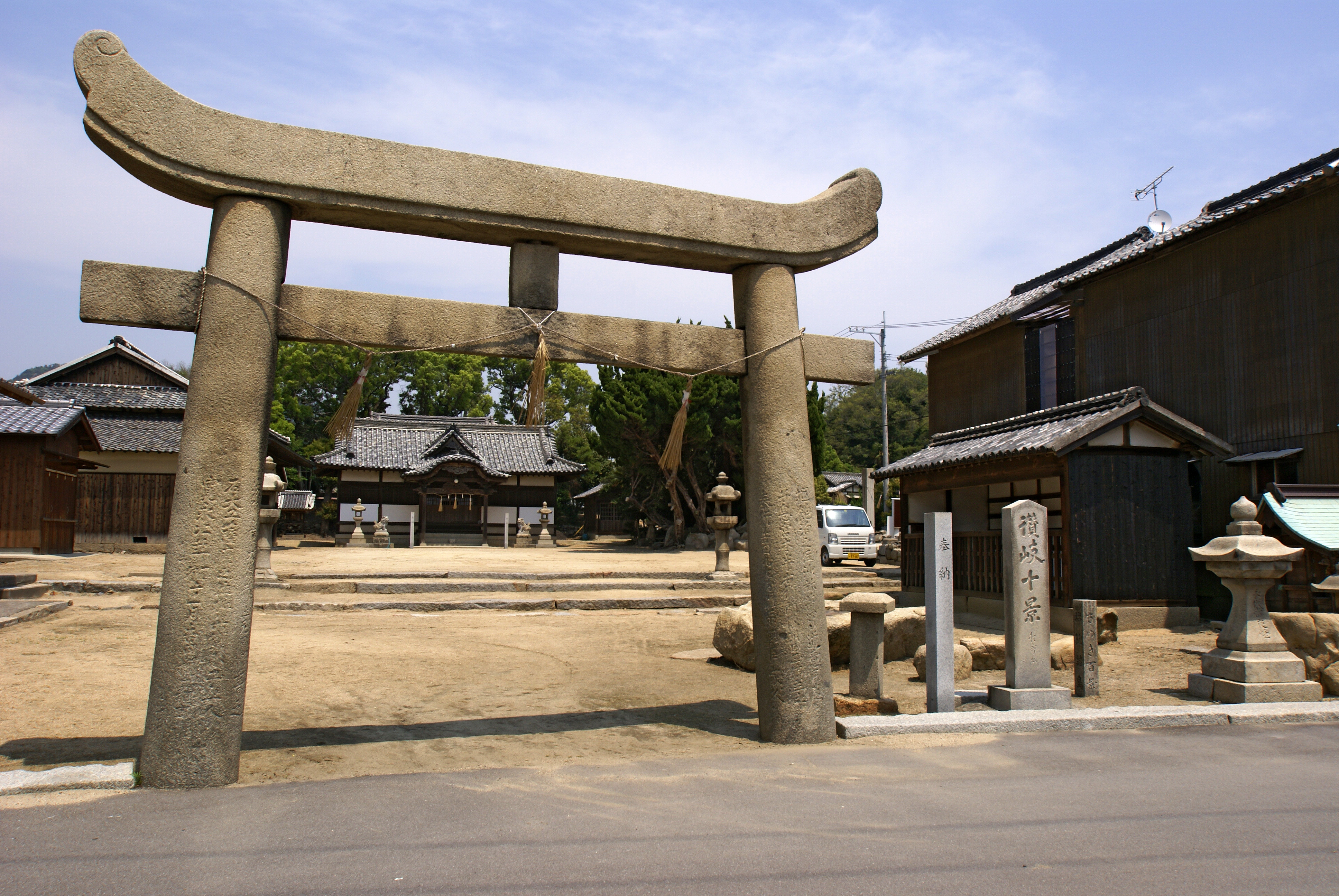
鳥居和制札場（右側）

- 鳥居：1627年建立，石造，高4.5米，是丸龜市指定文化財
- 千歳座：1862年建立，舞台間口六間，瓦葺，入母屋造，是丸龜市指定文化財
- 制礼場：丸龜市指定文化財

## 外部連結
- 木烏神社（丸亀市のサイト） （页面存档备份，存于）